# Улица Степана Бандеры (Львов)

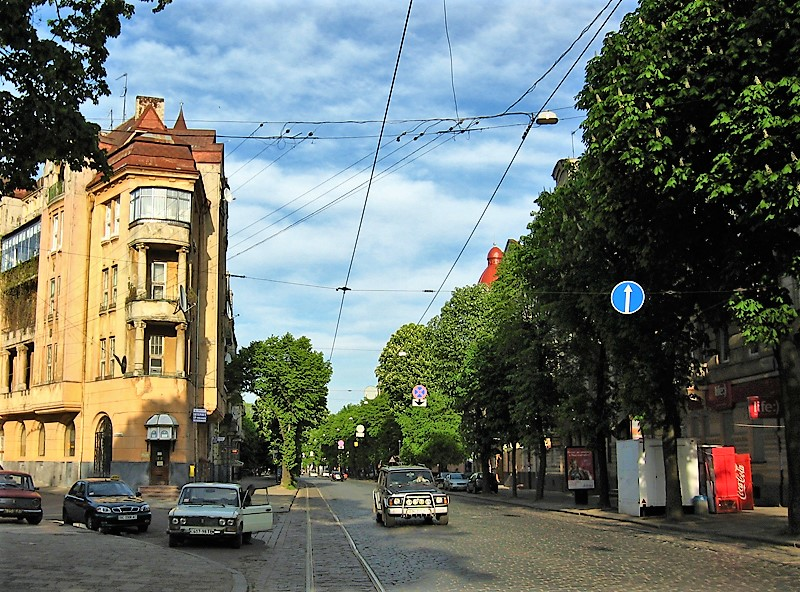
Улица Бандеры у перекрёстка с улицами Карпинского и Коновальца

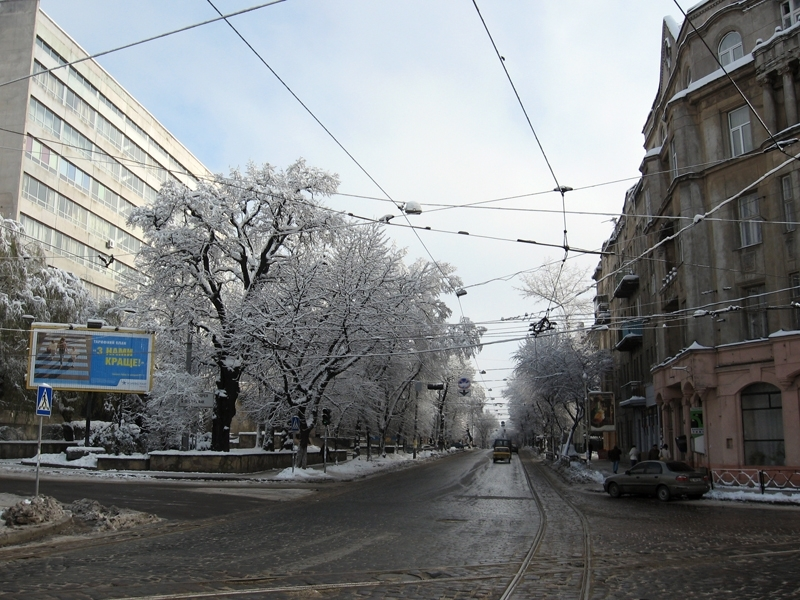
Улица Бандеры у перекрёстка с улицами Митрополита Андрея и Антоновича

У́лица Степа́на Банде́ры — улица в Галицком и Франковском районах Львова (Украина). Начинается от улицы Коперника и заканчивается пересечением с площадью Кропивницкого, на которой в 2007 году был установлен памятник Степану Бандере. Ограничивает с востока историческую местность Новый Свет.
В XVIII веке загородная территория вдоль нынешней улицы Бандеры принадлежала польским аристократам Чарторыйским, а в начале XIX века их имущество разделили на несколько частей, одна из которых досталась польским князьям Сапегам. Дорога на месте нынешней улицы указана в плане города в 1750 году, по ней проходила граница между Галицким и Краковским предместьями Львова. Около 1840 года она начала называться улицей Новый Свет, и это название распространилось на район к западу от неё (район Новый Свет).
Застройка улицы началась в последней четверти XIX века. В 1886 году улица была названа именем Леона Сапеги, государственного и общественного деятеля Речи Посполитой. В июле 1940 года улицу назвали Комсомольской, с 1941 — Фюрстенштрассе, с 1944 — улица Сталина, с 1961 — улица Мира, с 1991 — улица Степана Бандеры.
В 1877 году на улице выстроили главный корпус Технической академии (теперь главный корпус университета «Львовская политехника»), в 1894 году по ней пустили линию электрического трамвая. В советский период Львовский политехнический институт получил ещё несколько зданий на улице, для него были построены также новые корпуса. В то же время в застройке улицы преобладают эклектика и модерн, характерные для архитектуры Львова конца XIX — начала XX века.

## Примечательные здания
- № 1. Здание Львовского городского управления милиции (бывшие казармы австро-венгерской жандармерии), к которому примыкает бывшая политическая тюрьма («тюрьма на Лонцкого»).
- № 3. Бывшее здание Нефтяного банка.
- № 8. Бывший костёл Святой Марии Магдалины.
- № 12. Главный корпус Львовской политехники.
- № 14. Здание академической гимназии (с 1906 года; до вхождения Галиции и Волыни в состав УССР в 1939 году единственная государственная гимназия с преподаванием на украинском языке).
- № 24. «Дом Финклера», известный своим ярким архитектурным решением.
- № 28. Пятый учебный корпус Львовской политехники, в оформлении которого использован титан.
- № 32. Бывший монастырь Святой Терезы, с советского времени — кафедра автомобилей Львовской политехники.
- № 91. Здание средней школы № 55.